# Magnieu
Magnieu est une commune française, située dans le département de l'Ain en région Auvergne-Rhône-Alpes.
Le 1er janvier 2019, elle s'agrandit sous le statut de commune nouvelle en fusionnant avec Saint-Champ.
Les habitants de Magnieu s'appellent les Magnolans.

## Géographie
Commune située à l'est de Belley, Magnieu est accessible par la route départementale 107, depuis Marignieu, au nord, et Saint-Champ, au sud.
Le territoire communal est traversé par l'Ousson, cours d'eau de 6,6 km, affluent de la dérivation de Belley du Rhône.

### Climat
Pour des articles plus généraux, voir Climat d'Auvergne-Rhône-Alpes et Climat de l'Ain.
En 2010, le climat de la commune est de type climat des marges montargnardes, selon une étude du CNRS s'appuyant sur une série de données couvrant la période 1971-2000. En 2020, Météo-France publie une typologie des climats de la France métropolitaine dans laquelle la commune est exposée à un climat de montagne ou de marges de montagne et est dans la région climatique Alpes du nord, caractérisée par une pluviométrie annuelle de 1 200 à 1 500 mm, irrégulièrement répartie en été.
Pour la période 1971-2000, la température annuelle moyenne est de 11 °C, avec une amplitude thermique annuelle de 18,1 °C. Le cumul annuel moyen de précipitations est de 1 258 mm, avec 10,6 jours de précipitations en janvier et 8 jours en juillet. Pour la période 1991-2020, la température moyenne annuelle observée sur la station météorologique de Météo-France la plus proche, « Belley Man », sur la commune de Belley à 3 km à vol d'oiseau, est de 12,1 °C et le cumul annuel moyen de précipitations est de 1 099,8 mm,. Pour l'avenir, les paramètres climatiques de la commune estimés pour 2050 selon différents scénarios d'émission de gaz à effet de serre sont consultables sur un site dédié publié par Météo-France en novembre 2022.

## Urbanisme

### Typologie
Au 1er janvier 2024, Magnieu est catégorisée commune rurale à habitat dispersé, selon la nouvelle grille communale de densité à 7 niveaux définie par l'Insee en 2022.
Elle est située hors unité urbaine. Par ailleurs la commune fait partie de l'aire d'attraction de Belley, dont elle est une commune de la couronne,. Cette aire, qui regroupe 31 communes, est catégorisée dans les aires de moins de 50 000 habitants,.

## Histoire
La paroisse de Magnieu est mentionnée dès le XIVe siècle dans le diocèse de Belley.
Par un arrêté préfectoral du 23 novembre 2018, la commune fusionne le 1er janvier 2019 avec Saint-Champ sous le statut de la commune nouvelle.

## Politique et administration

### Découpage territorial
La commune de Magnieu est membre de la communauté de communes Bugey Sud, un établissement public de coopération intercommunale (EPCI) à fiscalité propre créé le 1er janvier 2014 dont le siège est à Belley. Ce dernier est par ailleurs membre d'autres groupements intercommunaux.
Sur le plan administratif, elle est rattachée à l'arrondissement de Belley, au département de l'Ain et à la région Auvergne-Rhône-Alpes. Sur le plan électoral, elle dépend du  canton de Belley pour l'élection des conseillers départementaux, depuis le redécoupage cantonal de 2014 entré en vigueur en 2015, et de la troisième circonscription de l'Ain  pour les élections législatives, depuis le dernier découpage électoral de 2010.

### Administration municipale

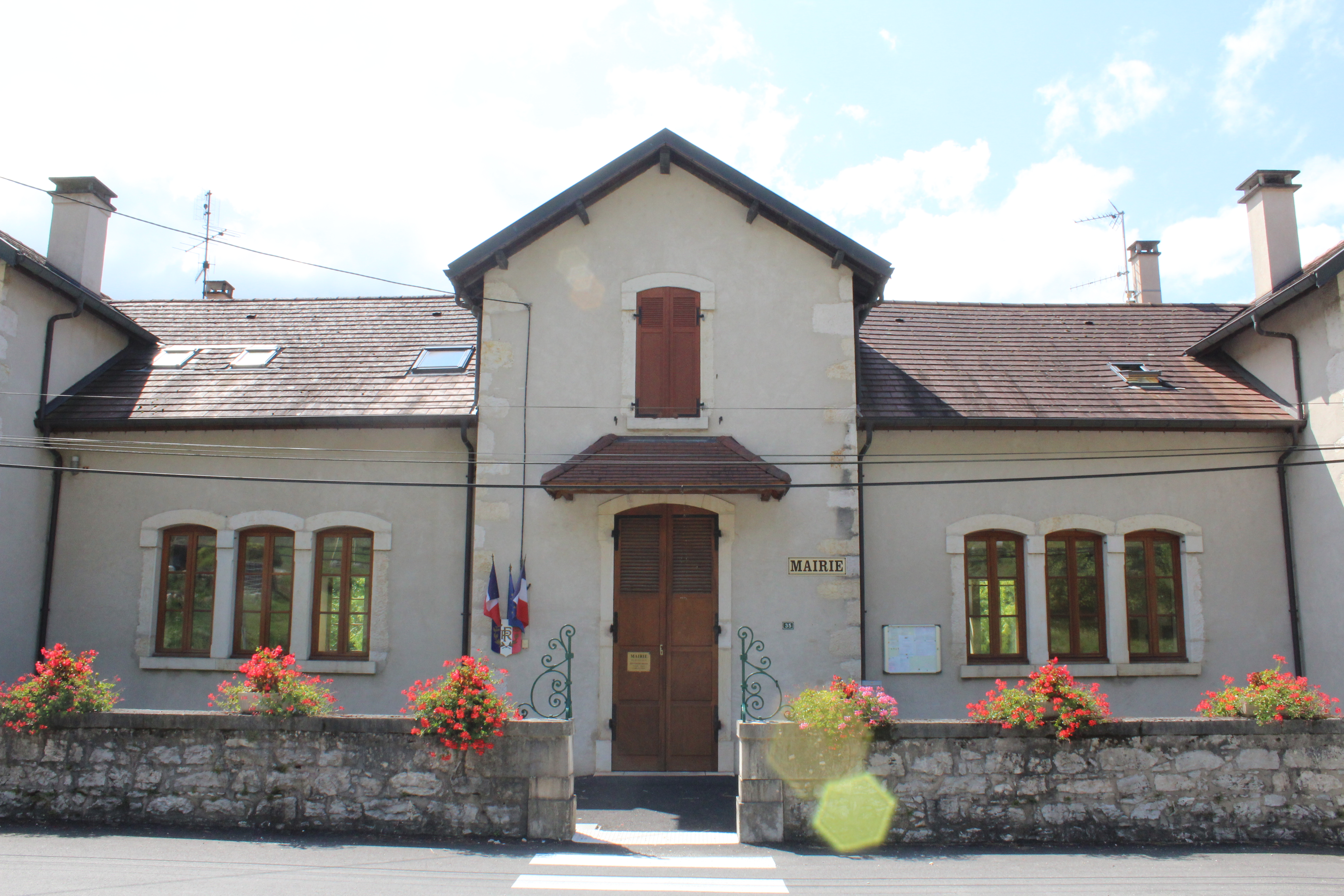
Mairie.

### Liste des maires
| Période                                  | Période  | Identité                                    | Étiquette | Qualité                           |
| ---------------------------------------- | -------- | ------------------------------------------- | --------- | --------------------------------- |
| avant 1937                               |          | Comte Henri de Seyssel-Cressieu (1900-1989) | PSF       | Propriétaire du château de Musin  |
|                                          |          |                                             |           |                                   |
| juin                                     | mai 2020 | René Turello                                |           | Retraité salarié du secteur privé |
| mai 2020                                 | En cours | Thierry Guittet                             |           | Contremaître, agent de maîtrise   |
| Les données manquantes sont à compléter. |          |                                             |           |                                   |

## Population et société

### Démographie
L'évolution du nombre d'habitants est connue à travers les recensements de la population effectués dans la commune depuis 1793. Pour les communes de moins de 10 000 habitants, une enquête de recensement portant sur toute la population est réalisée tous les cinq ans, les populations de référence des années intermédiaires étant quant à elles estimées par interpolation ou extrapolation. Pour la commune, le premier recensement exhaustif entrant dans le cadre du nouveau dispositif a été réalisé en 2005.
En 2022, la commune comptait 651 habitants, en évolution de +1,72 % par rapport à 2016 (Ain : +5,15 %, France hors Mayotte : +2,11 %).
| 1793 | 1800 | 1806 | 1821 | 1831 | 1836 | 1841 | 1846 | 1851 |
| ---- | ---- | ---- | ---- | ---- | ---- | ---- | ---- | ---- |
| 442  | 445  | 536  | 716  | 622  | 586  | 542  | 517  | 705  |

| 1856 | 1861 | 1866 | 1872 | 1876 | 1881 | 1886 | 1891 | 1896 |
| ---- | ---- | ---- | ---- | ---- | ---- | ---- | ---- | ---- |
| 650  | 634  | 629  | 586  | 595  | 561  | 580  | 560  | 530  |

| 1901 | 1906 | 1911 | 1921 | 1926 | 1931 | 1936 | 1946 | 1954 |
| ---- | ---- | ---- | ---- | ---- | ---- | ---- | ---- | ---- |
| 512  | 511  | 510  | 401  | 403  | 341  | 330  | 312  | 266  |

| 1962 | 1968 | 1975 | 1982 | 1990 | 1999 | 2005 | 2006 | 2010 |
| ---- | ---- | ---- | ---- | ---- | ---- | ---- | ---- | ---- |
| 242  | 270  | 268  | 286  | 290  | 291  | 387  | 399  | 419  |

| 2015 | 2020 | 2022 | - | - | - | - | - | - |
| ---- | ---- | ---- | - | - | - | - | - | - |
| 473  | 642  | 651  | - | - | - | - | - | - |

### Enseignement
Les élèves de Magnieu commencent leur scolarité dans la commune voisine de Belley.

### Cultes
La paroisse catholique de Magnieu dépend du diocèse de Belley-Ars, doyenné du Bugey-sud.

## Économie
Située à 3 km au nord-est de Belley, elle fait partie de la zone de production AOC des vins du Bugey.

## Culture et patrimoine

### Lieux et monuments
- Les vestiges préhistoriques de la pierre à cupules de Magnieu, située au sud du lac de Barre fait l’objet d’un classement au titre des monuments historiques depuis le 20 décembre 1920.
- Site d'escalade à la roche de Musin.
- Château de Musin, époque Louis XIII.
- Maison Levasquez XVIe siècle, ancienne dépendance des évêques de Belley.
- Église Saint-Pierre de Magnieu.
- Église Saint-Martin de Saint-Champ.
- Église Notre-Dame de Billieu.
- Église Saint-Maurice de Chatonod.